# Star Trek
Star Trek este un univers imaginar de factură science fiction creat de Gene Roddenberry la mijlocul anilor '60, care a devenit cunoscut și îndrăgit de toată lumea mai ales datorită celor șase serii de seriale și altor 10 filme artistice produse de studiourile de televiziune americane începând cu anul 1966. Pe lângă acestea au fost scrise sute de romane și nuvele, jocuri video sau pe calculator sau alte tipuri de science fiction. Universul creat de Roddenberry descrie un viitor optimist în care omenirea, după ce a supraviețuit cu greu unui al treilea război mondial și după ce a descoperit zborul supraluminic, s-a unit cu alte specii de ființe raționale din Galaxie pentru a forma Federația Unită a Planetelor. Ca urmare a acestei cooperări, omenirea a înlăturat viciile și defectele specifice sale. Personajele principale sunt membrii acestei Federației Unite a Planetelor, oameni și extratereștri deopotrivă, care explorează și descoperă noi lumi și civilizații.
Deși protagoniștii sunt în general altruiști, cu idealuri înalte, ei se găsesc deseori în conflict cu multe alte specii de umanoizi din Galaxie care încearcă, folosind forța militară sau prin diverse subterfugii, să distrugă Federația. La rândul său, Federația încearcă prin intermediul Flotei Stelare și a inovațiilor științifice să-și protejeze membrii de amenințările extraterestre.
Conflictele și temele politice din Star Trek sunt de fapt alegorii pentru realitățile culturale contemporane. Seria originală se ocupă de problemele anilor '60 iar seriile mai recente reflectă subiecte mai moderne. Problemele descrise în diverse seriale includ războiul și pacea, autoritarismul, imperialismul, lupta de clasă, rasismul, drepturile omului, discriminarea sexuală și rolul tehnologiei.

## Seriale de televiziune
Franciza Star Trek a debutat cu un serial de televiziune în 1966 deși au existat planuri pentru lansarea sa cu cel puțin șase ani înainte. Deși seria originală a fost suspendată după numai trei sezoane din cauza cotei de audiență scăzută, ea a servit ca sursă de inspirație pentru alte cinci serii de filme seriale. Împreună, toate cele șase serii totalizează nu mai puțin de 726 de episoade de-a lungul a 22 de sezoane de televiziune și alte 30 de programe de televiziune, situându-se, astfel, pe locul 2 ca și cea mai prolifică franciză Science-fiction din istorie, după Doctor Who.

### Star Trek: Seria Originală(1966–1969)
Star Trek: Seria originlă a debutat în Statele Unite la NBC pe 8 Septembrie 1966, fiind transmisă în Canada cu câteva zile mai înainte. Creat de chiar Gene Roddenberry, și avându-l în rolul principal pe William Shatner în rolul Căpitanului Kirk, această serie descrie povestea echipajului unei nave spațiale și a misiunii de cinci ani a acesteia de a ajunge acolo unde "nici un om nu a ajuns vreodată". În timpul primelor două sezoane, a fost nominalizat la premiile Emmy în calitate de cel mai bun serial dramatic.
Seria Originală nu a avut un rating foarte ridicat dar suportul din partea fanilor a făcut ca aceasta să continue pentru 3 ani, ultimul episod fiind difuzat pe 3 Iunie 1969. Seria a avut un uriaș impact cultural în televiziune determinând apariția următoarelor serii de seriale și a filmelor artistice.
În România, Seria Originală a fost transmisă de postul de televiziune Tele7abc pe parcursul anului 1994.

### Star Trek: Seria Animată(1973–1974)
Star Trek: Seria Animată a fost produsă de "Filmation" și a rulat în două sezoane totalizând 22 de episoade de scurtă durată (o jumătate de oră fiecare). În Statele Unite Ale Americii seria a debutat la 8 septembrie 1973 iar ultimul episod a fost difuzat pe 12 octombrie 1974. A avut aceeași actori ca și seria originală (cu excepția lui Walter Koenig care nu a fost inclus din cauza bugetului limitat). Deși libertatea animației a dus la apariția a numeroase peisaje extraterestre și a unor forme de viață exotice, acestea au avut o calitate moderată, din cauza constrângerilor bugetare.

### Star Trek: Generația Următoare(1987–1994)
Star Trek: Generația Următoare (cunoscută pe scurt sub numele de Generația următoare, NextGen, ST:TNG, sau TNG) prezină o nouă navă spațială (numită tot Enterprise) și un echipaj complet nou, însă cu aceeași misiune: de a ajunge "acolo unde nici un om nu a mai ajuns". Seria a atras un număr considerabil de fani încă de la început.
Acțiunea serialului Star Trek: Generația următoare se petrece la 85 de ani după marile aventuri ale căpitanului James T. Kirk
Star Trek: Generația următoare a avut cel mai mare rating dintre toate cele șase serii și a fost serialul de televiziune numărul 1 pe durata ultimilor ani de difuzare. A fost singurul serial Star Trek nominalizat pentru un premiu Emmy la categoria "Cel mai bun serial dramatic" pentru ultimul sezon din anul 1994. Datorită popularității pe care a avut-o, Generația următoare este văzută ca Generația de aur a Star Trek-ului creat de Gene Roddenberry
Televiziunea română a difuzat începând din 19 septembrie 1993, în cadrul emisiunii de duminică Știință și imaginație, episoadele acestei serii (sezoanele 1-5 și episoadele 1-9 din sezonul 6). Din motive necunoscute, restul sezonului 6 și întregul sezona final 7 nu au fost difuzate de către TVR1. După episodul 9 al sezonului 6 (21 iulie 1996), TVR1 a difuzat - în două părți - filmul "În căutarea lui Spock" (28 iulie și 4 august 1996), iar după o pauză de 2 luni, pe 6 octombrie 1996 a început difuzarea serialului "Star Trek: Deep Space Nine". În timpul difuzării, au avut loc erori în ordinea episoadelor, în timpul primului sezon: după episodul 8 (14 noiembrie 1993) a fost difuzat episodul 10 (21 noiembrie 1993), apoi episodul 12 (28 noiembrie 1993), apoi episoadele sărite 9 (5 decembrie 1993), 11 (12 decembrie 1993), revenind la ordinea normală cu episodul 13 (13 februarie 1994), după o pauză de două luni. Apropiați ai realizatorilor emisiunii susțin că ordinea a fost schimbată deoarece nu se știa clar dacă vor mai fi achiziționate și alte episoade, iar titlul românesc al episodului 11 (numerotat de TVR ca "episodul 13") era "La revedere!" (titlul original în limba engleză: "The Big Goodbye"). Primul episod ale serialului (având o lungime dublă) a fost difuzat în de către TVR în două părți, fiind numerotate ca două episoade diferite (1 și 2). De asemenea, în acea perioadă, televiziunile din Europa de Est - necunoscând ideea de sezon - numerotau episoadele serialelor achiziționate din Occident ca un șir continuu. Astfel, TVR a avut 135 de difuzări (primul episod spart în două părți fiind episoadele numerotate de TVR ca 1 și 2, urmate apoi de episodul numerotat de TVR ca "3", dar fiind episodul 2 din sezonul 1 în ordinea originală; episodul numerotat de TVR ca "26" era episodul 25 al sezonului 1 și a fost urmat de episodul numerotat de TVR ca "27", dar era episodul 1 al sezonului 2).
Următoarea difuzare în România a serialului a avut loc în 2008, de către postul specializat în science-fiction AXN Sci-fi. În cadrul unui maraton, postul a difuzat în trei weekend-uri doar ultimele trei sezoane (5, 6 și 7), după cum urmează: 3-4 mai 2008 (sezonul 5), 10-11 mai 2008 (sezonul 6) și 17-18 mai 2008 (sezonul final 7). Astfel, fără a achiziționa (din străinătate) serialul pe suport VHS sau DVD, un telespectator din România ar fi putut să vadă continuarea sezonului 6 (oprit de TVR 1 în 21 iulie 1996) abia după 11 ani și 10 luni (episodul 10 al sezonului 6 fiind difuzat de AXN Sci-fi pe 10 mai 2008).

### Star Trek: Deep Space Nine(1993–1999)
Star Trek: Deep Space Nine (ST:DS9 sau mai simplu DS9) a rulat pe parcursul a șapte sezoane și a fost prima serie creată fără ajutorul lui Gene Roddenberry. Avery Brooks joacă rolul comandatului (mai târziu căpitan) Benjamin Sisko, primul om de culoare cu rol de comandă din seria Star Trek. Aceasta este de altfel și prima serie în care acțiunea principală nu se desfășoară pe o navă spațială, deși USS Defiant este destul de frecvent utilizată.
Acțiunea se desfășoară pe stația spațială Deep Space Nine, despre care aflăm în primul episod că se găsește în imediata apropiere a unei găuri de vierme unice care furnizează acces imediat către îndepărtatul Sector Gamma. Din această cauză stația este un obiectiv strategic precum și un centru vital pentru comerț,  care are însă o mare parte din spațiul înconjurător neexplorat. Stația este de asemenea obligată să se implice în războiul de lungă durată dintre rasele Bajoran și Cardassian, iar Sisko trebuie să-și asume rolul de Emisar al Profetului pentru Bajorani.
Deep Space Nine pune în umbră unele dintre temele utopice accentuate în celelalte serii și se concentrează mai mult pe război, religie și compromisuri politice. De asemenea, conține cu mult mai mult umor decât celelalte serii.
În România, serialul a fost transmis de TVR1 începând cu 6 octombrie 1996 (dar incomplet), reluat apoi în 2008 de postul de televiziune AXN Sci-Fi.

### Star Trek: Voyager(1995–2001)
Star Trek: Voyager (cunoscut și sub numele de ST:VOY, ST:VGR, VOY sau Voyager) a avut șapte sezoane și este prima serie Star Trek în care un personaj feminin se află la comanda unei nave spațiale (căpitanul Kathryn Janeway).
Intriga seriei Voyager o copiază oarecum pe cea a serialelor Odiseea Spațială și Pierduți în spațiu. Aventura începe în Sectorul Delta aflat la 70.000 de ani lumină de Pământ. Pe parcursul călătoriei de întoarcere pe Pământ, echipajul trebuie să evite tentațiile și să învingă provocările.

### Star Trek: Enterprise(2001–2005)
Star Trek: Enterprise (numit simplu Enterprise pe parcursul primelor două sezoane și a câtorva episoade din sezonul al treilea și abreviat ST:ENT sau ENT) își desfășoară acțiunea cu zece ani înainte de fondarea Federației Unite a Planetelor, aproximativ la jumătatea perioadei dintre evenimentele istorice prezentate în filmul Star Trek: Primul contact și Seria originală. Seria descrie misiunile de explorare a spațiului de către echipajul navei spațiale Enterprise, o nouă navă de clasă NX, care este capabilă să ajungă mai departe și mai repede decât au reușit oamenii vreodată.
Star Trek: Enterprise a fost promovat ca fiind cea mai accesibilă serie pentru noii veniți în universul Star Trek. Rating-urile pentru această serie au început prin a fi ridicate, dar au scăzut rapid. Așa cum s-a întâmplat și cu Seria Originală, suportul fanilor a ajutat la continuarea difuzării seriei la finalul celui de-al doilea sezon. Al patrulea sezon din Enterprise a fost cel mai lăudat de critici și mai multe site-uri și critici au afirmat că în acest sezon Enterprise a ajuns la potențialul său maxim. În ciuda acestui fapt, serialul a continuat să piardă puncte de audiență și Paramount a anulat producerea acestuia la începutul anului 2005.
În România, Seria a fost transmisă de postul de televiziune AXN Sci-FI

### Star Trek: Discovery(2017–prezent)
Star Trek: Discovery are loc cu un deceniu înainte de evenimentele din seria originală. Pe fundalul războiului rece dintre Federația Unită a Planetelor și klingonieni serialul prezintă echipajul navei spațiale USS Discovery și misiunile sale.

## Distribuție
| Serial                         | Actor                 | Personaj          | Apariții  | Apariții  | Apariții  | Apariții  | Apariții  | Apariții  | Apariții  |     |
| Serial                         | Actor                 | Personaj          | TOS       | TAS       | TNG       | DS9       | VOY       | ENT       | DSC       |     |
| ------------------------------ | --------------------- | ----------------- | --------- | --------- | --------- | --------- | --------- | --------- | --------- | --- |
| Star Trek                      | William Shatner       | James T. Kirk     | principal | principal | N/A       | invitat   | N/A       | invitat   | N/A       |     |
| Star Trek                      | Leonard Nimoy         | Spock             | principal | principal | invitat   | invitat   | N/A       | N/A       | N/A       |     |
| Star Trek                      | DeForest Kelley       | Leonard McCoy     | principal | principal | invitat   | invitat   | N/A       | N/A       | N/A       |     |
| Star Trek                      | James Doohan          | Montgomery Scott  | co-vedetă | co-vedetă | invitat   | invitat   | N/A       | N/A       | N/A       |     |
| Star Trek                      | Nichelle Nichols      | Nyota Uhura       | co-vedetă | co-vedetă | N/A       | invitat   | N/A       | N/A       | N/A       |     |
| Star Trek                      | George Takei          | Hikaru Sulu       | co-vedetă | co-vedetă | N/A       | N/A       | invitat   | N/A       | N/A       |     |
| Star Trek                      | Walter Koenig         | Pavel Chekov      | co-vedetă | N/A       | N/A       | invitat   | N/A       | N/A       | N/A       |     |
| Star Trek: The Animated Series | William Shatner       | James T. Kirk     | principal | principal | N/A       | invitat   | N/A       | invitat   | N/A       |     |
| Star Trek: The Animated Series | Leonard Nimoy         | Spock             | principal | principal | invitat   | invitat   | N/A       | N/A       | N/A       |     |
| Star Trek: The Animated Series | DeForest Kelley       | Leonard McCoy     | principal | principal | invitat   | invitat   | N/A       | N/A       | N/A       |     |
| Star Trek: The Animated Series | James Doohan          | Montgomery Scott  | co-vedetă | co-vedetă | invitat   | invitat   | N/A       | N/A       | N/A       |     |
| Star Trek: The Animated Series | Nichelle Nichols      | Nyota Uhura       | co-vedetă | co-vedetă | N/A       | invitat   | N/A       | N/A       | N/A       |     |
| Star Trek: The Animated Series | George Takei          | Hikaru Sulu       | co-vedetă | co-vedetă | N/A       | N/A       | invitat   | N/A       | N/A       |     |
| Star Trek: The Animated Series | Majel Barrett         | Christine Chapel  | co-vedetă | co-vedetă | N/A       | N/A       | N/A       | N/A       | N/A       |     |
| Star Trek: The Next Generation | Patrick Stewart       | Jean-Luc Picard   | N/A       | N/A       | principal | invitat   | N/A       | invitat   | N/A       |     |
| Star Trek: The Next Generation | Jonathan Frakes       | William Riker     | N/A       | N/A       | principal | N/A       | invitat   | invitat   | N/A       |     |
| Star Trek: The Next Generation | LeVar Burton          | Geordi La Forge   | N/A       | N/A       | principal | N/A       | invitat   | N/A       | N/A       |     |
| Star Trek: The Next Generation | Denise Crosby         | Tasha Yar         | N/A       | N/A       | principal | N/A       | N/A       | N/A       | N/A       |     |
| Star Trek: The Next Generation | Michael Dorn          | Worf              | N/A       | N/A       | principal | principal | N/A       | N/A       | N/A       |     |
| Star Trek: The Next Generation | Gates McFadden        | Beverly Crusher   | N/A       | N/A       | principal | N/A       | N/A       | N/A       | N/A       |     |
| Star Trek: The Next Generation | Marina Sirtis         | Deanna Troi       | N/A       | N/A       | principal | N/A       | invitat   | invitat   | N/A       |     |
| Star Trek: The Next Generation | Brent Spiner          | Data              | N/A       | N/A       | principal | N/A       | N/A       | invitat   | N/A       |     |
| Star Trek: The Next Generation | Wil Wheaton           | Wesley Crusher    | N/A       | N/A       | principal | N/A       | N/A       | N/A       | N/A       |     |
| Star Trek: Deep Space Nine     | Avery Brooks          | Benjamin Sisko    | N/A       | N/A       | N/A       | principal | N/A       | N/A       | N/A       | N/A |
| Star Trek: Deep Space Nine     | René Auberjonois      | Odo               | N/A       | N/A       | N/A       | principal | N/A       | N/A       | N/A       | N/A |
| Star Trek: Deep Space Nine     | Nicole de Boer        | Ezri Dax          | N/A       | N/A       | N/A       | principal | N/A       | N/A       | N/A       | N/A |
| Star Trek: Deep Space Nine     | Michael Dorn          | Worf              | N/A       | N/A       | principal | principal | N/A       | N/A       | N/A       |     |
| Star Trek: Deep Space Nine     | Terry Farrell         | Jadzia Dax        | N/A       | N/A       | N/A       | principal | N/A       | N/A       | N/A       |     |
| Star Trek: Deep Space Nine     | Cirroc Lofton         | Jake Sisko        | N/A       | N/A       | N/A       | principal | N/A       | N/A       | N/A       |     |
| Star Trek: Deep Space Nine     | Colm Meaney           | Miles O'Brien     | N/A       | N/A       | Recurring | principal | N/A       | N/A       | N/A       |     |
| Star Trek: Deep Space Nine     | Armin Shimerman       | Quark             | N/A       | N/A       | invitat   | principal | invitat   | N/A       | N/A       |     |
| Star Trek: Deep Space Nine     | Alexander Siddig      | Julian Bashir     | N/A       | N/A       | invitat   | principal | N/A       | N/A       | N/A       |     |
| Star Trek: Deep Space Nine     | Nana Visitor          | Kira Nerys        | N/A       | N/A       | N/A       | principal | N/A       | N/A       | N/A       |     |
| Star Trek: Voyager             | Kate Mulgrew          | Kathryn Janeway   | N/A       | N/A       | N/A       | N/A       | principal | N/A       | N/A       |     |
| Star Trek: Voyager             | Robert Beltran        | Chakotay          | N/A       | N/A       | N/A       | N/A       | principal | N/A       | N/A       |     |
| Star Trek: Voyager             | Roxann Dawson         | B'Elanna Torres   | N/A       | N/A       | N/A       | N/A       | principal | N/A       | N/A       |     |
| Star Trek: Voyager             | Jennifer Lien         | Kes               | N/A       | N/A       | N/A       | N/A       | principal | N/A       | N/A       |     |
| Star Trek: Voyager             | Robert Duncan McNeill | Tom Paris         | N/A       | N/A       | N/A       | N/A       | principal | N/A       | N/A       |     |
| Star Trek: Voyager             | Ethan Phillips        | Neelix            | N/A       | N/A       | N/A       | N/A       | principal | N/A       | N/A       |     |
| Star Trek: Voyager             | Robert Picardo        | The Doctor        | N/A       | N/A       | N/A       | invitat   | principal | N/A       | N/A       |     |
| Star Trek: Voyager             | Tim Russ              | Tuvok             | N/A       | N/A       | N/A       | invitat   | principal | N/A       | N/A       |     |
| Star Trek: Voyager             | Jeri Ryan             | Seven of Nine     | N/A       | N/A       | N/A       | N/A       | principal | N/A       | N/A       |     |
| Star Trek: Voyager             | Garrett Wang          | Harry Kim         | N/A       | N/A       | N/A       | N/A       | principal | N/A       | N/A       |     |
| Star Trek: Enterprise          | Scott Bakula          | Jonathan Archer   | N/A       | N/A       | N/A       | N/A       | N/A       | principal | N/A       |     |
| Star Trek: Enterprise          | Jolene Blalock        | T'Pol             | N/A       | N/A       | N/A       | N/A       | N/A       | principal | N/A       |     |
| Star Trek: Enterprise          | John Billingsley      | Phlox             | N/A       | N/A       | N/A       | N/A       | N/A       | principal | N/A       |     |
| Star Trek: Enterprise          | Dominic Keating       | Malcolm Reed      | N/A       | N/A       | N/A       | N/A       | N/A       | principal | N/A       |     |
| Star Trek: Enterprise          | Anthony Montgomery    | Travis Mayweather | N/A       | N/A       | N/A       | N/A       | N/A       | principal | N/A       |     |
| Star Trek: Enterprise          | Linda Park            | Hoshi Sato        | N/A       | N/A       | N/A       | N/A       | N/A       | principal | N/A       |     |
| Star Trek: Enterprise          | Connor Trinneer       | Trip Tucker       | N/A       | N/A       | N/A       | N/A       | N/A       | principal | N/A       |     |
| Star Trek: Discovery           | Sonequa Martin-Green  | Michael Burnham   | N/A       | N/A       | N/A       | N/A       | N/A       | N/A       | principal |     |
| Star Trek: Discovery           | Doug Jones            | Saru              | N/A       | N/A       | N/A       | N/A       | N/A       | N/A       | principal |     |
| Star Trek: Discovery           | Shazad Latif          | Ash Tyler         | N/A       | N/A       | N/A       | N/A       | N/A       | N/A       | principal |     |
| Star Trek: Discovery           | Anthony Rapp          | Paul Stamets      | N/A       | N/A       | N/A       | N/A       | N/A       | N/A       | principal |     |
| Star Trek: Discovery           | Mary Wiseman          | Sylvia Tilly      | N/A       | N/A       | N/A       | N/A       | N/A       | N/A       | principal |     |
| Star Trek: Discovery           | Jason Isaacs          | Gabriel Lorca     | N/A       | N/A       | N/A       | N/A       | N/A       | N/A       | principal |     |

1. 1 2 3 4 5 6 7 8 9 10 11  Appears in "Trials and Tribble-ations" via archive footage
2. 1 2 3  Appears in "These Are the Voyages..." via archive sound
3. 1 2  DeForest Kelley was billed as a co-vedetă for the first season of the original series.
4. ↑  Walter Koenig became a co-vedetă in season two of the original series.
5. ↑  Denise Crosby left The Next Generation in "Skin of Evil", but made invitat appearances in "Yesterday's Enterprise" and "All Good Things...".
6. 1 2  Michael Dorn joined the cast of Deep Space Nine in "The Way of the Warrior".
7. ↑  During season two of The Next Generation, Gates McFadden was replaced by Diana Muldaur, who was billed as a "special invitat star".
8. ↑  Brent Spiner makes an uncredited voice cameo in "These Are the Voyages...".
9. ↑  Wil Wheaton left The Next Generation in "Final Mission", but made invitat appearances in "The Game", "The First Duty", "Parallels" and "Journey's End".
10. ↑  Nicole de Boer joined Deep Space Nine in "Image in the Sand".
11. ↑  Terry Farrell left Deep Space Nine in "Tears of the Prophets".
12. ↑  Alexander Siddig was credited Siddig El Fadil for the first three seasons of Deep Space Nine and his invitat appearance on The Next Generation.
13. ↑  Jennifer Lien left Voyager in "The Gift", but made a invitat appearance in "Fury"
14. ↑  Robert Picardo appears in "Doctor Bashir, I Presume?" as the Deep Space Nine Emergency Medical Hologram.
15. ↑  Tim Russ appears in "Through the Looking Glass" as the mirror version of Tuvok.
16. ↑  Jeri Ryan joined Voyager in "Scorpion, Part II".